# Канкор
Канкор (на немски: Cancor, Kankor, Chancor, Chancoro, Chanchuro; † 771/сл. 782) от род Робертини е франкски граф в Алемания, Хеспенгау и от 758/764 г. до смъртта си в Оберрейнгау.
Той е син на граф и херцог Роберт I от Хеспенгау († пр. 764) и съпругата му Вилисвинт/Вилисвинда († сл. 764), дъщеря на Аделхелм граф във Вормсгау. Братовчед е на Хродеганг († 766), епископ на Мец (742 – 766) и от 754 г. архиепископ на Австразия (син на Ландрада, сестра на баща му).
Той и майка му основават през 763/764 г. манастир Лорш.

## Фамилия
Канкор се жени за Ангила († сл. 1 юни 770) и има пет деца:
- Хаймрих (Хеймо) († 5 май 795), граф в Горен Рейнгау, убит в битка на Елба през саксонската война на Карл Велики, и дядо на граф Попо I фон Грабфелд († 839/841), прародител на Попоните
- Хродганг/Хруотганг († сл. 772)
- Емберт/Еремберт († 803), епископ на Вормс 770 – 803
- Рахилт († сл. 1 ноември 792), монахиня в манастир Лорш
- Еуфемия, монахиня в манастир Лорш